# Carole Brana
Pour les articles homonymes, voir Brana.
Carole Brana  est une actrice française née en 1985 dans les Pyrénées-Atlantiques.

## Biographie

### Enfance et formation
Elle est née en 1985 dans les Pyrénées-Atlantiques.

## Filmographie

### Cinéma

#### Longs métrages
- 2009 : À l'aventure : Sandrine
- 2011 : Les Nuits rouges du Bourreau de Jade : Sandrine
- 2016 : Vape Wave de Jan Kounen : personnages du futur
- 2017 : Carbone : Dana Goldstein
- 2020 : Le Lion : Anna
- 2023 : La Vie pour de vrai de Dany Boon : Maman Violette

#### Courts métrages
- 2008 : La Poderosa : la Poderosa
- 2011 : Zombinladen : Julie
- 2013 : On/Off : Meredith
- 2013 : Being Homer Simpson : la policière
- 2014 : Replika : Amy
- 2021 : Juste avant : Audrey

### Télévision
- 2009 : Section de recherches : Maya
- 2009 : Femmes de loi : Marion Bompard
- 2011 : Enquêtes réservées : Angela Fournier
- 2012 : Autopsie d'un mariage blanc : Christine
- 2014 : La Loi de Barbara : Carole Valloux
- 2016 : Duel au Soleil, saison 2 : Cécile, la voisine de Le Tallec
- 2019 : Commissaire Magellan, épisode 35, réalisé par Etienne Dhaene :
- 2019 : Alex Hugo - épisode Mémoire morte de Thierry Petit : Irène
- 2020 : Meurtres à la Pointe du Raz -  Laurent Dussaux : Justine
- 2025 : Camping Paradis : Typhaine (saison 16, épisode 2)

### Clips
- 2006 : La Poderosa d’Eden
- 2008 : We Be de Wax Tailor
- 2009 : La Peur de l’Echec d’Orelsan
- 2011 : C'est bon de The Supermen Lovers
- 2011 : En miettes d'Oshen